# Tournoi qualificatif de la CAF des moins de 17 ans 1993
Navigation
Tournoi qualificatif de la CAF -16 ans 1991 Coupe d'Afrique des nations -17 ans 1995
Le Tournoi qualificatif de la CAF des moins de 17 ans 1993 est un tournoi de football organisé par la Confédération africaine de football (CAF). Elle se déroule tous les deux ans et oppose les meilleurs sélections africaines des moins de 17 ans.

## Tour préliminaire
Les vainqueurs accèdent au premier tour sur deux matchs.
| Équipe 1      | Score   | Équipe 2   | Aller | Retour |
| ------------- | ------- | ---------- | ----- | ------ |
| Sénégal       | 4-2     | Togo       | 2-2   | 2-0    |
| Maurice       | forfait | Kenya      | /     | /      |
| Guinée-Bissau | forfait | Mauritanie | /     | /      |

## Premier tour
Les vainqueurs sont qualifiés pour le tour final.
| Équipe 1 | Score   | Équipe 2      | Aller | Retour |
| -------- | ------- | ------------- | ----- | ------ |
| Ghana    | 4-1     | Sénégal       | 2-0   | 2-1    |
| Nigeria  | 3-2     | Guinée-Bissau | 3-0   | 0-2    |
| Maroc    | 0-1     | Algérie       | 0-0   | 0-1    |
| Tunisie  | 3-0     | Maurice       | 2-0   | 1-0    |
| Égypte   | forfait | Ouganda       | /     | /      |
| Mali     | forfait | Côte d'Ivoire | /     | /      |

## Tour final
Les vainqueurs accèdent à la coupe du monde.
| Équipe 1 | Score | Équipe 2 | Aller | Retour |
| -------- | ----- | -------- | ----- | ------ |
| Ghana    | 5-0   | Égypte   | 2-0   | 3-0    |
| Nigeria  | 6-1   | Algérie  | 2-0   | 4-1    |
| Tunisie  | 1-1   | Mali     | 0-0   | 1-1    |

## Sélections qualifiées pour la coupe du monde
Les trois nations africaines qualifiées pour la coupe du monde de football des moins de 17 ans 1993 en Italie sont : 
- Ghana
- Nigeria
- Tunisie